# 1618 Dawn
1618 Dawn è un asteroide della fascia principale del diametro medio di circa 19,59 km. Scoperto nel 1948, presenta un'orbita caratterizzata da un semiasse maggiore pari a 2,8676676 UA e da un'eccentricità di 0,0284391, inclinata di 3,22503° rispetto all'eclittica.
L'asteroide è dedicato alla nipote dello scopritore.